# نیکول یرگین
نیکول یرگین (انگلیسی: Nicole Yeargin؛ زادهٔ ۱۱ اوت ۱۹۹۷) دونده سرعت زن اهل بریتانیا-آمریکا است.